# Gor Mahia Football Club
El Gor Mahia Football Club, conocido simplemente como Gor Mahia, es un club de fútbol de Kenia que juega en la Liga Keniana de Fútbol, la competición de fútbol más importante del país.

## Historia
Es uno de los equipos más populares del país junto al AFC Leopards, fundado el 17 de febrero de 1968 en la capital Nairobi a partir de la fusión de los equipos Luo Union y Luo Sports Club, aunque se dice que nació mucho antes, por la década de 1910 y participó de manera intermitente en los campeonatos del Oeste de Kenia.

## Palmarés

### Títulos nacionales (40)
- Liga Keniana de Fútbol (21): 1968, 1974, 1976, 1979, 1983, 1984, 1985, 1987, 1990, 1991, 1993, 1995, 2013, 2014, 2015, 2017, 2018, 2019, 2020, 2023, 2024

- Copa de Kenia (11): 1976, 1981, 1983, 1986, 1987, 1988, 1992, 2008, 2011, 2012, 2021

- Supercopa de Kenia (6): 2008, 2013, 2015, 2017, 2018, 2020.

- KPL Top 8 Cup (2): 2012, 2015

### Títulos internacionales (1)
- Recopa Africana (1): 1987
- Subcampeón de la Recopa Africana (1): 1979

#### No oficial
- Copa de Clubes de la CECAFA (3): 1980, 1981, 1985

## Participación en competiciones de la CAF
| Temporada | Torneo                            | Ronda             | Club                   | Local | Visita | Global       |
| --------- | --------------------------------- | ----------------- | ---------------------- | ----- | ------ | ------------ |
| 1969      | Copa Africana de Clubes Campeones | Segunda Ronda     | Burri Khartoum         | 0-1   | 4-2    | 4-3          |
| 1969      | Copa Africana de Clubes Campeones | Cuartos de final  | Ismaily                | 1-1   | 1-3    | 2-4          |
| 1977      | Copa Africana de Clubes Campeones | Primera Ronda     | Yamaha Wanderers       | 2-1   | 1-2    | 3-3 (5-3 p.) |
| 1977      | Copa Africana de Clubes Campeones | Segunda Ronda     | Mufulira Wanderers     | 2-1   | 2-4    | 4-5          |
| 1979      | Recopa Africana                   | Segunda Ronda     | Nsambya                | 0-0   | 1-1    | 1-1 (v.)     |
| 1979      | Recopa Africana                   | Cuartos de final  | Kadiogo                | 2-1   | 2-1    | 4-2          |
| 1979      | Recopa Africana                   | Semifinales       | Horoya AC              | 2-0   | 1-0    | 3-0          |
| 1979      | Recopa Africana                   | Final             | Canon Yaoundé          | 0-2   | 0-6    | 0-8          |
| 1980      | Copa Africana de Clubes Campeones | Primera Ronda     | Horseed                | 2-0   | 0-0    | 2-0          |
| 1980      | Copa Africana de Clubes Campeones | Segunda Ronda     | Bendel United          | 2-3   | 2-1    | 4-4 (v.)     |
| 1981      | Recopa Africana                   | Primera Ronda     | Lavori Publici         | 3-0   | 0-1    | 3-1          |
| 1981      | Recopa Africana                   | Cuartos de final  | Djoliba AC             | 1-0   | 0-2    | 1-2          |
| 1982      | Recopa Africana                   | Primera Ronda     | Dinamo Fima            | 2-3   | w/o1   | 2-3          |
| 1983      | Recopa Africana                   | Ronda Preliminar  | Vital'O                | 2-1   | 0-3    | 2-4          |
| 1984      | Copa Africana de Clubes Campeones | Primera Ronda     | Young Africans         | 1-0   | 1-1    | 2-1          |
| 1984      | Copa Africana de Clubes Campeones | Segunda Ronda     | Zamalek                | 0-1   | 0-2    | 0-3          |
| 1987      | Recopa Africana                   | Primera Ronda     | Marine Club            | 3-0   | 2-0    | 5-0          |
| 1987      | Recopa Africana                   | Segunda Ronda     | Al-Merreikh Omdurmán   | 0-0   | 1-1    | 1-1 (v.)     |
| 1987      | Recopa Africana                   | Cuartos de final  | Entente II             | 4-1   | 0-0    | 4-1          |
| 1987      | Recopa Africana                   | Semifinales       | Dragons                | 3-2   | 0-0    | 3-2          |
| 1987      | Recopa Africana                   | Final             | Espérance de Tunis     | 1-1   | 2-2    | 3-3 (v.)     |
| 1988      | Recopa Africana                   | Primera Ronda     | Mukura Victory Sports  | 1-0   | 1-0    | 2-0          |
| 1988      | Recopa Africana                   | Segunda Ronda     | BTM Antananarivo       | 1-0   | 2-1    | 3-1          |
| 1988      | Recopa Africana                   | Cuartos de final  | Inter Club Brazzaville | 2-1   | 1-4    | 3-5          |
| 1989      | Recopa Africana                   | Primera Ronda     | Nakuvubu Villa         | w/o 2 | w/o 2  | w/o 2        |
| 1989      | Recopa Africana                   | Segunda Ronda     | Costa do Sol           | 2-1   | 0-0    | 2-1          |
| 1989      | Recopa Africana                   | Cuartos de final  | LPRC Oilers            | 3-1   | 0-0    | 3-1          |
| 1989      | Recopa Africana                   | Semifinales       | Al-Merreikh Omdurmán   | 1-0   | 0-2    | 1-2          |
| 1991      | Copa Africana de Clubes Campeones | Primera Ronda     | Highlanders Harare     | 1-0   | 0-4    | 1-4          |
| 1993      | Copa Africana de Clubes Campeones | Primera Ronda     | Al-Ittihad Trípoli     | 2-0   | 0-1    | 2-1          |
| 1993      | Copa Africana de Clubes Campeones | Segunda Ronda     | Canon Yaoundé          | 0-0   | 1-1    | 1-1 (v.)     |
| 1993      | Copa Africana de Clubes Campeones | Cuartos de final  | Al-Hilal Omdurmán      | 2-0   | 0-2    | 2-2 (2-4 p.) |
| 1993      | Copa CAF                          | Primera Ronda     | Coffee SC              | 1-0   | 0-1    | 1-1 (5-3 p.) |
| 1993      | Copa CAF                          | Segunda Ronda     | Hellenic               | 2-0   | 1-3    | 3-3 (v.)     |
| 1993      | Copa CAF                          | Cuartos de final  | AS Aviação             | 0-0   | 0-0    | 0-0 (2-4 p.) |
| 1994      | Copa Africana de Clubes Campeones | Primera Ronda     | Mebrat Hail            | 2-0   | 1-3    | 3-3 (v.)     |
| 1994      | Copa Africana de Clubes Campeones | Segunda Ronda     | Zamalek                | 1-1   | 1-2    | 2-3          |
| 1996      | Copa Africana de Clubes Campeones | Primera Ronda     | Dynamos                | 0-1   | 0-1    | 0-2          |
| 1998      | Copa CAF                          | Primera Ronda     | Zamalek                | 1-0   | 0-4    | 1-4          |
| 2009      | Copa Confederación de la CAF      | Ronda Preliminar  | APR                    | 0-1   | 0-5    | 0-6          |
| 2012      | Copa Confederación de la CAF      | Ronda Preliminar  | Ferroviário de Maputo  | 0-1   | 0-3    | 0-4          |
| 2013      | Copa Confederación de la CAF      | Ronda Preliminar  | Anse Réunion           | 5-0   | 0-0    | 5-0          |
| 2013      | Copa Confederación de la CAF      | Primera Ronda     | ENPPI Club             | 0-0   | 0-3    | 0-3          |
| 2014      | Liga de Campeones de la CAF       | Ronda Preliminar  | US Bitam               | 1-0   | 0-1    | 1-1 (3-1 p.) |
| 2014      | Liga de Campeones de la CAF       | Primera Ronda     | Espérance de Tunis     | 2-3   | 0-5    | 2-8          |
| 2015      | Liga de Campeones de la CAF       | Ronda Preliminar  | CNaPS Sports           | 1-0   | 2-3    | 3-3 (v.)     |
| 2015      | Liga de Campeones de la CAF       | Primera Ronda     | AC Léopards            | 0-1   | 0-1    | 0-2          |
| 2016      | Liga de Campeones de la CAF       | Ronda Preliminar  | CNaPS Sports           | 1-2   | 0-1    | 1-3          |
| 2018      | Liga de Campeones de la CAF       | Ronda Preliminar  | Leones Vegetarianos CF | 2-0   | 1-1    | 3-1          |
| 2018      | Liga de Campeones de la CAF       | Primera Ronda     | Espérance de Tunis     | 0-0   | 0-1    | 0-1          |
| 2018      | Copa Confederación de la CAF      | Ronda de Play-Off | Supersport United      | 1-0   | 1-2    | 2-2 (v.)     |
| 2018      | Copa Confederación de la CAF      | Fase de grupos    | USM Alger              | 0-0   | 1-2    | 3º lugar     |
| 2018      | Copa Confederación de la CAF      | Fase de grupos    | Rayon Sports           | 1-2   | 1-1    | 3º lugar     |
| 2018      | Copa Confederación de la CAF      | Fase de grupos    | Young Africans         | 4-0   | 3-2    | 3º lugar     |
| 2018-19   | Liga de Campeones de la CAF       | Ronda Preliminar  | Nyasa Big Bullets      | 1-0   | 0-1    | 1-1 (4-3 p.) |
| 2018-19   | Liga de Campeones de la CAF       | Primera Ronda     | Lobi Stars             | 3-1   | 0-2    | 3-3 (v.)     |
| 2018-19   | Copa Confederación de la CAF      | Ronda de Play-Off | New Star               | 2-1   | 0-0    | 2-1          |
| 2018-19   | Copa Confederación de la CAF      | Fase de grupos    | Zamalek                | 4-2   | 0-4    | 2º lugar     |
| 2018-19   | Copa Confederación de la CAF      | Fase de grupos    | NA Hussein Dey         | 2-0   | 0-1    | 2º lugar     |
| 2018-19   | Copa Confederación de la CAF      | Fase de grupos    | Petro Atlético         | 1-0   | 1-2    | 2º lugar     |
| 2018-19   | Copa Confederación de la CAF      | Cuartos de final  | RS Berkane             | 0-2   | 1-5    | 1-7          |
| 2019-20   | Liga de Campeones de la CAF       | Ronda Preliminar  | Aigle Noir             | 5-1   | 0-0    | 5-1          |
| 2019-20   | Liga de Campeones de la CAF       | Primera Ronda     | USM Alger              | 0-2   | 1-4    | 1-6          |
| 2019-20   | Copa Confederación de la CAF      | Ronda de Play-Off | DC Motema Pembe        | 1-1   | 1-2    | 2-3          |
| 2020-21   | Liga de Campeones de la CAF       | Ronda Preliminar  | APR                    | 3-1   | 1-2    | 4-3          |
| 2020-21   | Liga de Campeones de la CAF       | Primera Ronda     | CR Belouizdad          | 1-2   | 0-6    | 1-8          |
| 2020-21   | Copa Confederación de la CAF      | Ronda de Play-Off | NAPSA Stars            | 0-1   | 2-2    | 2-3          |
| 2021-22   | Copa Confederación de la CAF      | Segunda Ronda     | Al-Ahli Merowe         | 3-1   | w/o 3  | 3-1          |
| 2021-22   | Copa Confederación de la CAF      | Ronda de Play-Off | AS Otôho               | 1-1   | 0-1    | 1-2          |
| 2024-25   | Liga de Campeones de la CAF       | Primera Ronda     | El-Merreikh Bentiu     | 5-1   | 0-1    | 5-2          |
| 2024-25   | Liga de Campeones de la CAF       | Segunda ronda     | Al-Ahly SC             | 0-3   | 0-3    | 0-6          |

1- Gor Mahia abandonó el torneo después de jugar el partido de ida.

2- Nakivubu Villa abandonó el torneo.

3- Al-Ahli Merowe abandonó el torneo.

## Jugadores

### Jugadores destacados
- Peter Dawo[3]
- Dan Odhiambo[3]
- Bobby Ogolla[3]
- Sammy Onyango[3]

## Entrenadores
- Dylan Kerr (julio de 2017–noviembre de 2018)[4][5]
- Hassan Oktay (diciembre de 2018–agosto de 2019)[6][7]
- Steve Polack (agosto de 2019–octubre de 2020)[8][9]
- Roberto Oliveira (octubre de 2020–diciembre de 2020)[10][11]
- Carlos Manuel Vaz Pinto (enero de 2021–julio de 2021)[12][13]
- Mark Harrison (agosto de 2021–enero de 2022)[14][15]
- Paul Nkata (interino- enero de 2022–febrero de 2022)[15][16]
- Andreas Spier (febrero de 2022–julio de 2022)[16][17]
- Johnny McKinstry (julio de 2022–mayo de 2024)[18]